# 8-я Радиальная улица
Восьма́я Радиа́льная у́лица (до 5 апреля 1965 года — у́лица Пу́шкина (Ле́нино), до 1960 года — у́лица Пу́шкина посёлка Ленино-Дачное) — улица, расположенная в Южном административном округе города Москвы на территории района Бирюлёво Восточное.

## История
Улица находится на территории бывшего посёлка Ленино-Дачное, где она называлась у́лица Пу́шкина в честь А. С. Пушкина (1799—1837). В 1960 году посёлок Ленино-Дачное вошёл в состав Москвы, улица была переименована в у́лицу Пу́шкина (Ле́нино), а 5 апреля 1965 года улица получила современное название по своему радиальному положению относительно Спортивной улицы и проезда Кошкина.

## Расположение
8-я Радиальная улица проходит от Спортивной улицы на северо-запад, пересекает проезд Кошкина и Липецкую улицу, с юга к ней примыкает Дуговая улица, 8-я Радиальная улица проходит немного далее и оканчивается. Нумерация домов начинается от Спортивной улицы.

## Примечательные здания и сооружения
По нечётной стороне:
По чётной стороне:
- д. 2 — Российский Союз ветеранов Афганистана.

## Транспорт

### Автобус
По 8-й Радиальной улице маршруты наземного общественного транспорта не проходят. Вблизи, на Липецкой улице, расположены остановки «Царицынский путепровод» и «6-я Радиальная улица» автобусов 489, 814, 921, м87, м88, м89, м89к, с869, с891, н13, а также на проезде Кошкина, — остановка  «6-я Радиальная улица» автобусов м82, с854.

### Метро
- Станция метро «Царицыно» Замоскворецкой линии — северо-восточнее улицы, на пересечении Каспийской и Луганской улиц.

### Железнодорожный транспорт
- Станция «Царицыно» МЦД-2 — северо-восточнее улицы, на пересечении Каспийской и Луганской улиц.